# Hermann Hiller (Politiker)
Hermann Georg Hiller (* 4. Januar 1867 in Kirchheim; † 31. August 1931 in Stuttgart) war ein deutscher Politiker.

## Leben und Beruf
Hermann Hiller war der Sohn des Schneidermeisters Johannes Hiller (1839–1882) und der Friederike Christiane Sophie Hiller, geb. Fetzer (1834–1877) und hatte vier Geschwister. Hermann Hiller besuchte die Elementarschule und die Realschule in Kirchheim. 1881 bis 1884 war er Inzipient (Lehrling des Schreibberufes) und Gehilfe bei der Stadtpolizei in Tübingen und beim Verwaltungsaktuariat in Kirchheim. 1887 bis 1888 bereitete er sich auf die Verwaltungsdienstprüfung vor und legt diese 1888 ab. Danach leistete er bis 1890 seinen Militärdienst ab. 1890 bis 1893 arbeitete er als Kanzleiassistent bei der Württembergischen Generaldirektion der Staatseisenbahnen. 1893 bis 1922 war er Verwalter des Stadtgartens Stuttgart, Geschäftsführer des Württembergischen Bundes für Handel und Gewerbe und des württembergisch-hohenzollerischen Müllerverbandes. 1897 heiratete er Sofia Widmann (1873–1958), mit der er ein Kind hatte. Hermann Hiller wurde auf dem Pragfriedhof in Stuttgart bestattet.

## Politik
Hiller gehörte im Kaiserreich der Partei der Konservativen an. 1906 bis 1918 war Hiller Abgeordneter der Stadt Stuttgart in der Zweiten Kammer des württembergischen Landtags. Ende 1918 schloss er sich der Bürgerpartei, der württembergischen Parteivariante der DNVP, an. 
1919 und 1920 war er Mitglied der Verfassunggebenden Landesversammlung. Von 1920 bis zu seinem Tod 1931 war er Mitglied des Landtags des freien Volksstaates Württemberg. Von 1919 bis 1928 war Hiller auch Mitglied des Gemeinderats der Stadt Stuttgart. 1923 knüpfte er im Namen der Bürgerpartei Kontakte zur NSDAP.